# Février 1871

## Événements
- 1er février, France : retraite de l'armée de l'Est dite retraite de Bourbaki (Voir Charles Denis Bourbaki).

- 6 février, France : Léon Gambetta démissionne de son poste de ministre de l'Intérieur.

- 7 février : cabinet conservateur Hohenwart-Schaeffle en Autriche (fin en octobre).

- 8 février, France : élections d'une Assemblée Nationale. Succès des conservateurs à majorité monarchiste, issus de la province, qui désirent la paix et s’opposent aux élus parisiens à majorité républicaine.
- 12 février, France : l'assemblée nationale se réunit à Bordeaux, Paris étant assiégé par les Allemands.

- 13 février, France : le colonel Denfert-Rochereau, commandant de la place de Belfort, reçoit l'ordre d'évacuer la place. Les troupes françaises évacuent la ville avec armes et bagages.

- 17 février, France : Adolphe Thiers est élu par l'Assemblée chef du pouvoir exécutif de la République française (poste différent de celui de Président de la République) (fin en 1873).

- 15 février, France : la Garde nationale de Paris s'oppose à la paix.

- 26 février, France : signature des préliminaires de paix avec la Prusse.

## Naissances
- 8 février :
  - Andrievs Niedra (mort le 25 septembre 1942), homme politique letton
  - Frits Sano (mort le 4 septembre 1946), psychiatre et neurologue belge
  - Georges Brincard (mort le 30 juin 1953), banquier français
- 18 février : Albert Laberge, auteur.

## Décès
- 8 février : Moritz von Schwind (né le 21 janvier 1804), peintre autrichien
- 10 février : Étienne de Gerlache, magistrat, homme d'État et historien belge (° 25 décembre 1785).
- 15 février : Kristen Jensen Lyngby, philologue danois (° 28 juin 1829).
- 20 février : Paul Kane, artiste peintre.